# 猜猜我是誰 (無綫電視節目)
《猜猜我是誰》（英語：Be Our Guess）是電視廣播有限公司新聞及資訊部製作的資訊專題節目，節目由2024年6月24日起（香港時間）逢星期一至五16:30在無綫新聞台首播，同日22:30於翡翠台播出，並由「港鐵機場快線」（第1至20集）、「The Southside商場」（第21至40集）及「港鐵45周年」（第41至60集）呈獻。並於最後一集暗示還有下一輯。

## 每集主題
| 集數   | 播映日期 | 主題                    | 主角                   | 備註                                                                               |
| 2024年 | 2024年   | 2024年                  | 2024年                 | 2024年                                                                             |
| ------ | -------- | ----------------------- | ---------------------- | ---------------------------------------------------------------------------------- |
| 01     | 6月24日  | 猜猜我是誰              | 節目介紹               |                                                                                    |
| 02     | 6月25日  | 七十年代頂流男神?       | 吳載笙、黎捷鈺         | 虛構人物 （香港家庭計劃指導會宣傳品）                                              |
| 03     | 6月26日  | 現代洗冤錄主角?         | 歐陽炳強               | 足本內容於新聞掏寶第224集（6月27日）播出                                           |
| 04     | 6月27日  | 監獄學霸?               | 歐陽炳強               | 足本內容於新聞掏寶第224集（6月27日）播出                                           |
| 05     | 6月28日  | 跨國集團話事人?         | 吳錫豪                 |                                                                                    |
| 06     | 7月1日   | 缺席的爸爸?             | 李家超                 |                                                                                    |
| 07     | 7月2日   | 打卡之王?               | 楊潤雄                 |                                                                                    |
| 08     | 7月3日   | 「一腳踢」夫人?         | 利陸雁群（利孝和夫人） |                                                                                    |
| 09     | 7月4日   | 低調的何伯?             | 何英傑                 |                                                                                    |
| 10     | 7月5日   | 大事不妙街?             | 廟街                   | 香港地方                                                                           |
| 11     | 7月8日   | 香港最著名的士司機?     | 林過雲                 |                                                                                    |
| 12     | 7月9日   | 有腳的雀仔?             | 林超英                 |                                                                                    |
| 13     | 7月10日  | 燒味關注組?             | 劉慶基（劉丹）         |                                                                                    |
| 14     | 7月11日  | 走路有風的男人?         | 李嘉誠                 |                                                                                    |
| 15     | 7月12日  | 逆天奇案受害人?         | 李君夏                 |                                                                                    |
| 16     | 7月15日  | 最大膽富豪?             | 張子強                 |                                                                                    |
| 17     | 7月16日  | 明星集中營?             | 九龍寨城               | - 香港地方 - 足本內容於新聞掏寶第228集（7月25日）播出                              |
| 18     | 7月17日  | 「降魔的」人?           | 釋覺光                 |                                                                                    |
| 19     | 7月18日  | 最佳接線生?             | 陳國基                 |                                                                                    |
| 20     | 7月19日  | 「扮」工皇帝?           | 趙國雄                 |                                                                                    |
| 21     | 7月22日  | 補習富一代?             | 鄭裕彤                 |                                                                                    |
| 22     | 7月23日  | 有錢姨姨?               | 寶詠琴                 |                                                                                    |
| 23     | 7月24日  | 天生大反派?             | 垃圾蟲                 | 虛構人物                                                                           |
| 24     | 7月25日  | 「母」林高手?           | 唐尤淑圻               |                                                                                    |
| 25     | 7月26日  | 赤腳飛人?               | 周潤發                 |                                                                                    |
| 26     | 7月29日  | 有個校長跳落水?         | 方力申                 | 因應2024巴黎奧運舉行， 第26至35集為運動篇， 以體育界名人作主角                     |
| 27     | 7月30日  | 「中伏」情緣?           | 梁錦松、伏明霞         | 因應2024巴黎奧運舉行， 第26至35集為運動篇， 以體育界名人作主角                     |
| 28     | 7月31日  | 體壇金主?               | 李寧                   | 因應2024巴黎奧運舉行， 第26至35集為運動篇， 以體育界名人作主角                     |
| 29     | 8月1日   | 披荊斬棘的哥哥?         | 尹志強                 | 因應2024巴黎奧運舉行， 第26至35集為運動篇， 以體育界名人作主角                     |
| 30     | 8月2日   | 保齡女王?               | 車菊紅                 | 因應2024巴黎奧運舉行， 第26至35集為運動篇， 以體育界名人作主角                     |
| 31     | 8月5日   | 球壇傳道人?             | 林尚義                 | 因應2024巴黎奧運舉行， 第26至35集為運動篇， 以體育界名人作主角                     |
| 32     | 8月6日   | 冰冷女神?               | 柏安妮                 | 因應2024巴黎奧運舉行， 第26至35集為運動篇， 以體育界名人作主角                     |
| 33     | 8月7日   | 國寶級新抱?             | 郭晶晶                 | 因應2024巴黎奧運舉行， 第26至35集為運動篇， 以體育界名人作主角                     |
| 34     | 8月8日   | 「單打」神童?           | 趙頌熙                 | 因應2024巴黎奧運舉行， 第26至35集為運動篇， 以體育界名人作主角                     |
| 35     | 8月9日   | 乘風破浪的姐姐?         | 李麗珊                 | 因應2024巴黎奧運舉行， 第26至35集為運動篇， 以體育界名人作主角                     |
| 36     | 8月12日  | 現代唐伯虎?             | 趙世曾                 |                                                                                    |
| 37     | 8月13日  | 有請「大姐大」?         | 梅艷芳                 |                                                                                    |
| 38     | 8月14日  | 換「物」高手?           | 盧寵茂                 |                                                                                    |
| 39     | 8月15日  | 澳門我話事?             | 尹國駒                 |                                                                                    |
| 40     | 8月16日  | 老師的微笑?             | 施永青                 |                                                                                    |
| 41     | 8月19日  | 人生「姓李」組?         | 李澤楷                 |                                                                                    |
| 42     | 8月20日  | 最有實力的煙民?         | 簡炳墀                 |                                                                                    |
| 43     | 8月21日  | 公主「地下情」?         | 李司棋                 |                                                                                    |
| 44     | 8月22日  | 屋邨王子去哪兒?         | 沙田新市鎮             | 香港地方                                                                           |
| 45     | 8月23日  | 夜繽紛專家?             | 張宇人                 |                                                                                    |
| 46     | 8月26日  | 永遠的丐幫幫主?         | 新馬師曾               |                                                                                    |
| 47     | 8月27日  | 每年最長的「節」?       | 派比安、山竹、海葵     | 曾吹襲香港的三個颱風                                                               |
| 48     | 8月28日  | 最神秘的地鐵站?         | 九龍塘站               | 香港地方                                                                           |
| 49     | 8月29日  | 港版孫悟空?             | 金鷹                   | 動物 香港唯一合法被私人飼養的猴子                                                  |
| 50     | 8月30日  | 球星天花板?             | 高比·拜仁              | 首次以歐美名人為主角                                                               |
| 51     | 9月2日   | 黑白王子?               | 李雲迪                 |                                                                                    |
| 52     | 9月3日   | TVB藝員中槍身亡?        | 高崗                   | - 節目尾段播出高崗家人於2024年受訪的片段 - 足本內容於新聞掏寶第232集（9月5日）播出 |
| 53     | 9月4日   | 千人悼念求真相?         | 高崗                   | - 節目尾段播出高崗家人於2024年受訪的片段 - 足本內容於新聞掏寶第232集（9月5日）播出 |
| 54     | 9月5日   | 「叻到飛起」的自修室?   | 啟德機場               | 香港地方                                                                           |
| 55     | 9月6日   | 「長龍」野生動物園?     | 港鐵車票               | - 香港地鐵生肖紀念車票開售事件 - 各類型地鐵紀念車票或特別車票的收藏價值炒賣情況    |
| 56     | 9月9日   | 一代女神半山豪宅遭脅持? | 狄娜                   |                                                                                    |
| 57     | 9月10日  | 願你記得我的談笑風生?   | 狄娜                   |                                                                                    |
| 58     | 9月11日  | 九龍塘大火倖存者?       | 羅樂林                 | 1987年亞視總部四級火警                                                             |
| 59     | 9月12日  | 街市萬人迷?             | 張國榮                 | 度量衡十進制委員會之各項宣傳活動                                                   |
| 60     | 9月13日  | 誰是大牌主播?           | 衛奕信                 | - 1989年衛奕信參觀無綫電視總部 - 節目總結                                          |

## 爭議

### 跑馬地紙盒藏屍案
第三及第四集均以1974年轟動全港的跑馬地紙盒藏屍案的歐陽炳強為主角，播出的片段顯示當年警方在沒有動機、沒有人證及沒有吻合指模下，單靠環境證供直接把歐陽炳強定罪，引起廣泛討論。而歐陽炳強亦多次在傳媒面前否認控罪及提出上訴，令不少收看本節目的觀眾都認為本案內有冤情。執業律師翁靜晶更於節目播出後，接受傳媒訪問及出席公開活動時，重提當年往事，指案件疑點重重，並稱一直相信歐陽炳強是清白。

## 外部連結
- 無綫電視節目網頁 - 猜猜我是誰 （页面存档备份，存于）